# Baryglossa histrio
Baryglossa histrio är en tvåvingeart som beskrevs av Mario Bezzi 1918. Baryglossa histrio ingår i släktet Baryglossa och familjen borrflugor. Inga underarter finns listade.